# کوهان (کیلان)
کوهان نام محله ای است از محله های شهر کیلان که در دهستان جمع‌آبرود از توابع شهرستان دماوند واقع می باشد.
این محل در گذشته روستایی بوده است در نزدیکی شهر کیلان که با توسعه تدریجی شهر کیلان به عنوان یک محله به محلات شهر کیلان اضافه شده است.

## صنایع دستی
در روستای کوهان عده‌ای به تولید جاجیم اشتغال دارند. جاجیم بافی و کار در کارگاه های تولید جاجیم از شغل های مردم این محله می باشد. حوله بافی و تولید نوعی حوله ابریشمی در اندازه های مختلف نیز در این محله رایج است.
بافتن چادرشب در اندازه های مختلف و برای مصارف متفاوت به صورت یک شغل خانگی در این روستا جریان دارد و شاغلین در این صنعت عمدتاً زنان و دختران خانه‌دار می‌باشند.